# Kari Polanyi-Levitt
Kari Polanyi-Levitt (geb. 14. Juni 1923 in Wien) ist eine österreichisch-kanadische Wirtschaftswissenschaftlerin und emeritierte Professorin an der McGill University in Montreal, spezialisiert auf Entwicklungsökonomie. Seit 1947 lebt sie in Kanada. Sie ist die Nachlassverwalterin des Werks ihres Vaters, des Wirtschaftshistorikers Karl Polanyi.

## Leben und Werk
Kari Polanyi ist das einzige Kind von Ilona Duczyńska und Karl Polanyi. Von 1924 bis 1933 lebte die Familie in der Vorgartenstraße 203 im zweiten Wiener Gemeindebezirk. Nach eigenen Angaben erlebte Kari Polanyi eine glückliche Kindheit in einem „sozialistischen Haushalt“. Das Rote Wien habe sie geprägt. Unter dem Austrofaschismus verlor ihr Vater aufgrund seiner jüdischen Herkunft die Anstellung bei der Tageszeitung Der Österreichische Volkswirt und emigrierte im November 1933 nach Großbritannien. Im März 1934 schickte die Mutter die elfjährige Tochter zum Vater nach London und folgte zwei Jahre später.
Während des Zweiten Weltkriegs studierte Kari Polanyi mit dem Schwerpunkt Statistik an der London School of Economics and Political Science. Sie war in der Arbeitsforschung einer britischen Gewerkschaft in Cambridge und London tätig, bevor sie 1946 einen Bachelor of Science mit Auszeichnung erhielt. In London lernte sie den kanadischen Historiker Joseph Levitt kennen. 1947 wanderte sie nach Kanada aus und heiratete ihn 1950 in Toronto. Nach der Geburt von zwei Söhnen setzte sie ihre Studien fort und erwarb 1959 den Master in Ökonomie von der University of Toronto.
Ab 1960 lehrte sie an der wirtschaftswissenschaftlichen Fakultät der McGill University. Ihre Forschungs- und Publikationstätigkeit widmete sie Fragen der wirtschaftlichen Entwicklung. International bekannt wurden ihre Arbeiten zur Rolle multinationaler Unternehmen und zu den Bedingungen wirtschaftlicher Entwicklung in der Karibik. In ihrem Buch Silent Surrender von 1970 warnt sie vor den Folgen der Einflussnahme transnationaler Unternehmen auf souveräne Staaten. Es gilt als Standardwerk und wurde mehrfach aufgelegt. Eine französische Ausgabe, La Capitulation Tranquille, erschien 1972 mit einer Einleitung von Jacques Parizeau. Sie war Gastprofessorin am Institut für Internationale Beziehungen in Trinidad und Tobago und nach ihrer Emeritierung unterrichtete sie von 1995 bis 1997 Politische Ökonomie mit einer George Beckford Professur an der University of the West Indies in Jamaika.
Nach dem Tod ihrer Mutter 1978 hatte Kari Polanyi-Levitt die Nachlassverwaltung des wirtschaftswissenschaftlichen Erbes ihres Vaters übernommen. 2005 gab sie den dritten Band der Chronik der großen Transformation mit seinen Artikeln und Aufsätzen aus den Jahren 1920 bis 1945 mit heraus, in denen er die Grundgedanken seines Hauptwerks Great Transformation von 1944 formulierte. Es beschreibt den Zusammenbruch der Zivilisation und des Kapitalismus des 19. Jahrhunderts und wie sich als Reaktion auf den zunehmenden Druck des Marktes in Folge der Deregulierung in den 1920er und 30er Jahren in Europa faschistische Regierungen bildeten. Zu dieser historischen Entwicklung gibt es nach Auffassung von Kari Polanyi-Levitt Parallelen zur Globalisierung der Gegenwart und zum Aufstieg des Rechtspopulismus.

## Ehrungen
Kari Polanyi-Levitt ist Ehrendoktorin der University of the West Indies und Ehrenpräsidentin des Karl Polanyi Instituts für Politische Ökonomie an der Concordia University sowie der International Karl Polanyi Society. Sie wurde mit dem John Kenneth Galbraith Prize vom Progressive Economics Forum von Kanada ausgezeichnet. 2014 wurde ihr der Order of Canada für ihre multidisziplinäre Forschung im Bereich der internationalen Entwicklung sowie ihre Forschung zur politischen Ökonomie der Karibik verliehen. Im Mai 2018 erhielt sie das Goldene Verdienstzeichen des Landes Wien in Anerkennung ihres wissenschaftlichen Lebenswerks.

## Schriften (Auswahl)

### Monografien
- Silent Surrender. The Multinational Corporation in Canada, Macmillan Company of Canada, Toronto 1970. 2003 mit einer neuen Einführung aufgelegt.
- The Life and Work of Karl Polanyi (Critical Perspectives on Historic Issues), Montreal/New York 1990, als Paperback 1996.
- Essays on the Theory of Plantation Economy. A Historical And Institutional Approach to Caribbean Economic Development. Mit Lloyd Best,  University of the West Indies Press, Jamaica 2009.
- From the Great Transformation to the Great Financialization. On Karl Polanyi and Other Essays, The University of Chicago Press, 2013.
- Die Finanzialisierung der Welt. Karl Polanyi und die neoliberale Transformation der Weltwirtschaft, Beltz Juventa 2020.

### Herausgeberschaften
- Karl Polanyi: Chronik der großen Transformation. Artikel und Aufsätze (1920-1945). Band 3: Menschliche Freiheit, politische Demokratie und die Auseinandersetzung zwischen Sozialismus und Faschismus. Herausgegeben von Michele Cangiani, Kari Polanyi-Levitt und Claus Thomasberger. Metropolis Verlag, Marburg 2005, ISBN 9783895184765